# Église-Neuve-d’Issac
Église-Neuve-d’Issac település Franciaországban, Dordogne megyében. Lakosainak száma 122 fő (2022. január 1.). Église-Neuve-d’Issac Issac, Beleymas, Bourgnac, Les Lèches és Eyraud-Crempse-Maurens községekkel határos.

## Népesség
A település népességének változása:
| Lakosok száma | 150  | 142  | 115  | 132  | 135  | 139  | 140  | 129  | 123  | 122  |
|               | 1968 | 1982 | 1990 | 2006 | 2013 | 2015 | 2017 | 2019 | 2020 | 2022 |